# 国家权力
国家权力（英語：State power，或稱管治权）是种特殊的政治权力，是通过国家政权发生的政治权力关系。其权力的形成来自于国家各机构，因此也可叫做治权或政府权力。其所表现的最高统治形式是国家主权，它是国家权力的“最终权力”，是一切国家权力的泉源。政府权力来自于国家主权通过法律的的合法授予。它是统治阶级运用国家机器实现阶级统治的一种特殊的公共权力，这种权力的实质是反映和代表占支配和统治地位的阶级和阶层的利益。现代政府权力按照职能不同，一般分为立法权、行政权、司法权。从国家权力的构成来说，分为具有不可分割性的主权（统权）、国家治理权。

## 概要
國家公權力的行使對象分為國民與其他國家，國家對國民行使統治權、警察權與徴税權等強制性公權力，對他國則使用經濟制裁或武力威嚇。